# میشل ماساری
میشل کاسادی ماساری یک آشپز و رستوران دار ایتالیایی است .  او بنیانگذار و سرآشپز اجرایی در رستوران پیکولو کافه و لوچولا است . او همچنین یک سرآشپز اجرایی در فراری آمریکای شمالی است. 
ماساری رستوران لوچولا را در دسامبر 2017 تأسیس کرد. 